# 굿모닝 투데이
《굿모닝 투데이》는 KNN TV에서 매주 평일 오전 7시 40분에 방송 중인 부산 경남 지역 아침 교양 정보 프로그램이다.

## 프로그램 소개
부산 경남 지역 시청자들을 위한 시사, 교양, 오락 등 종합 정보의 신속하고 명쾌한 제공을 담당하며 아침 시간대 지역의 시선으로 지역의 의미를 담은 각종 프로그램을 지역민을 위해 방송하는 부산 경남 지역 아침 교양 정보

## 개요
2006년 5월 14일부터 PSB 부산방송이 KNN으로 사명 변경함에 따라 2006년 5월 14일부터 매일 오후 6시에 저녁 뉴스 정보 프로그램 《KNN 정보센터》로 신설되어 50분 동안 방송되었으며 2007년 5월 21일부터 KNN의 2007년 봄 개편으로 매일 오후 5시 35분으로 변경, 40분으로 단축되었다.
이후 2006년 5월 14일부터 《KNN 생방송 투데이》로 변경되어 저녁 정보 프로그램로 전환되었고 2009년 1월 5일부터 KNN의 2009년 새해 개편으로 《생방송 금요일 N》으로 변경되어 편성이 매일로 축소, 1시간 45분으로 연장, 1, 2부 체제가 도입되었으며, 2010년 8월 7일부터 KNN의 2010년 여름 개편으로 《생방송 N》으로 변경되어 편성이 목요일까지 확대되었다.
이후 2012년 11월 12일부터 센텀시티 사옥 이전에 따라 현재의 《KNN 생방송 투데이》로 환원되어 편성이 매일로 확대, 매일 오후 6시 5분으로 변경, 1시간 15분으로 단축, 1, 2부 체제가 폐지되었고 2013년 4월 8일부터 매일 오후 6시 25분으로 변경, 55분으로 단축되었다.
이후 2017년 2월 6일부터 KNN의 2017년 2월 뉴스 개편으로 《KNN 경남투데이》, 《KNN 맛있는 오늘》과 통합 후 《생방송 여기는 정보센터》로 변경되어 매일 오후 6시 5분으로 환원, 1시간 15분으로 연장, 1, 2부 체제가 재도입되었고 2017년 6월 5일부터 매일 오후 6시 45분으로 변경되었으며 2017년 9월 18일부터 매일 오후 7시로 변경, 1시간으로 단축되었다.
이후 2017년 10월 23일부터 KNN의 2017년 가을 개편으로 《KNN 뉴스와 건강》과 분리, 2017년 10월 30일부터 매일 오후 7시 15분으로 변경, 45분으로 단축, 1, 2부 체제가 폐지되었고 2018년 1월 1일부터 KNN의 2018년 새해 개편으로 《KNN 생방송 투데이》로 환원되었으며 2018년 5월 7일부터 KNN의 2018년 봄 개편으로 매일 오후 6시 17분으로 변경되었다.
이후 2019년 1월 1일부터 KNN의 2019년 새해 개편으로 매일 오후 6시 10분으로 변경, 50분으로 환원되었고 2019년 4월 15일부터 매일 오후 6시 5분으로 환원되었으며 2019년 5월 13일부터 매일 오후 6시 10분으로 환원되었고 2020년 3월 30일부터 매일 오후 6시로 환원되었다.
이후 2020년 4월 20일부터 매일 오후 6시 10분으로 환원되었고 2020년 9월 21일부터 매일 오후 6시로 환원되었으며 2021년 8월 16일부터 매일 오후 5시 50분으로 편성 변경되었다.
이후 2022년 6월 13일부터 매일에 《네트워크 투데이》로 개편되었고 2022년 10월 3일부터 《굿모닝 투데이》로 변경되어 매일 오전 8시 5분으로 편성 변경되었다.
이후 2023년 7월 17일부터 매일 오전 7시 40분으로 편성 변경되었다.

## 방송 시간
| 방송 채널 | 방송 기간                          | 방송 시간                                                                                            |
| --------- | ---------------------------------- | --- |
| KNN TV    | 2006년 5월 15일 ~ 2007년 5월 18일  | 매주 평일 오후 6시 ~ 오후 6시 50분 (50분)                                                            |
| KNN TV    | 2020년 3월 30일 ~ 2020년 4월 17일  | 매주 평일 오후 6시 ~ 오후 6시 50분 (50분)                                                            |
| KNN TV    | 2020년 9월 21일 ~ 2021년 8월 13일  | 매주 평일 오후 6시 ~ 오후 6시 50분 (50분)                                                            |
| KNN TV    | 2007년 5월 21일 ~ 2009년 1월 2일   | 매주 평일 오후 5시 35분 ~ 오후 6시 15분 (40분)                                                       |
| KNN TV    | 2009년 1월 9일 ~ 2010년 7월 30일   | 매주 금요일 오후 5시 35분 ~ 오후 7시 20분 (1시간 45분)                                               |
| KNN TV    | 2010년 8월 5일 ~ 2012년 11월 9일   | 매주 목요일 ~ 금요일 오후 5시 35분 ~ 오후 7시 20분 (1시간 45분)                                      |
| KNN TV    | 2012년 11월 12일 ~ 2013년 4월 5일  | 매주 평일 오후 6시 5분 ~ 오후 7시 20분 (1시간 15분)                                                  |
| KNN TV    | 2017년 2월 6일 ~ 2017년 6월 2일    | 매주 평일 오후 6시 5분 ~ 오후 7시 20분 (1시간 15분)                                                  |
| KNN TV    | 2013년 4월 8일 ~ 2017년 2월 3일    | 매주 평일 오후 6시 25분 ~ 오후 7시 20분 (55분)                                                       |
| KNN TV    | 2017년 6월 5일 ~ 2017년 9월 15일   | 매주 평일 오후 6시 45분 ~ 오후 8시 (1시간 15분)                                                      |
| KNN TV    | 2017년 9월 18일 ~ 2017년 10월 20일 | 매주 평일 오후 7시 ~ 오후 8시 (1시간)                                                                |
| KNN TV    | 2017년 10월 30일 ~ 2018년 5월 4일  | 매주 평일 오후 7시 15분 ~ 오후 8시 (45분)                                                            |
| KNN TV    | 2018년 5월 7일 ~ 2018년 12월 31일  | 매주 평일 오후 6시 15분 ~ 오후 7시 (45분)                                                            |
| KNN TV    | 2019년 1월 2일 ~ 2019년 4월 12일   | 매주 평일 오후 6시 10분 ~ 오후 7시 (50분)                                                            |
| KNN TV    | 2019년 5월 13일 ~ 2020년 3월 27일  | 매주 평일 오후 6시 10분 ~ 오후 7시 (50분)                                                            |
| KNN TV    | 2020년 4월 20일 ~ 2020년 9월 18일  | 매주 평일 오후 6시 10분 ~ 오후 7시 (50분)                                                            |
| KNN TV    | 2019년 4월 15일 ~ 2019년 5월 10일  | 매주 평일 오후 6시 5분 ~ 오후 6시 55분 (50분)                                                        |
| KNN TV    | 2021년 8월 17일 ~ 2022년 9월 29일  | 매주 평일 오후 5시 50분 ~ 오후 6시 40분 (50분)                                                       |
| KNN TV    | 2022년 10월 4일 ~ 2023년 7월 14일  | 매주 월요일 오전 8시 5분 ~ 오후 8시 30분 (25분) 화요일 ~ 금요일 오전 8시 5분 ~ 오후 8시 40분 (35분)  |
| KNN TV    | 2023년 7월 17일 ~ 현재             | 매주 월요일 오전 7시 40분 ~ 오전 8시 5분 (25분) 화요일 ~ 금요일 오전 7시 40분 ~ 오전 8시 15분 (35분) |

## MC
- 현재 MC는 2021년 3월 29일부터를 기준으로 한다.

| 대수 | 진행자 | 진행자 | 진행자 | 진행 기간                          | 비고          |
| 대수 | 남성   | 여성   | 여성   | 진행 기간                          | 비고          |
| ---- | ------ | ------ | ------ | ---------------------------------- | ------------- |
| 1대  | 황범   | 황소운 | 빈칸   | 2006년 5월 14일 ~ 2007년 5월 20일  |               |
| 2대  | 문근해 | 김지혜 | 빈칸   | 2007년 5월 21일 ~ 2009년 1월 4일   |               |
| 3대  | 문근해 | 권은경 | 빈칸   | 2006년 5월 14일 ~ 2009년 1월 4일   |               |
| 4대  | 문근해 | 박소영 | 빈칸   | 2009년 1월 5일 ~ 2012년 11월 11일  |               |
| 5대  | 문근해 | 김수산 | 빈칸   | 2012년 11월 12일 ~ 2013년 3월 31일 |               |
| 6대  | 문근해 | 강지연 | 빈칸   | 2013년 4월 1일 ~ 2014년 7월 13일   | [ 2 ]         |
| 7대  | 문근해 | 조은화 | 빈칸   | 2014년 7월 14일 ~ 2015년 10월 31일 | [ 3 ]         |
| 8대  | 이현동 | 박민설 | 빈칸   | 2015년 11월 1일 ~ 2016년 3월 27일  | [ 5 ] [ 6 ]   |
| 9대  | 홍순빈 | 박민설 | 빈칸   | 2016년 3월 28일 ~ 2017년 12월 31일 |               |
| 10대 | 김제현 | 박민설 | 빈칸   | 2018년 1월 1일 ~ 2019년 5월 5일    |               |
| 11대 | 김제현 | 박민설 | 김유영 | 2019년 5월 6일 ~ 2019년 11월 30일  | [ 7 ] [ 8 ]   |
| 12대 | 빈칸   | 박민설 | 김유영 | 2019년 12월 1일 ~ 2020년 4월 17일  |               |
| 13대 | 박철규 | 박민설 | 빈칸   | 2020년 4월 20일 ~ 2021년 3월 26일  |               |
| 14대 | 고강용 | 박민설 | 빈칸   | 2021년 3월 29일 ~ 2021년 10월 3일  | [ 11 ]        |
| 15대 | 황범   | 박수진 | 빈칸   | 2021년 10월 4일 ~ 2022년 2월 20일  | [ 13 ] [ 14 ] |
| 16대 | 황범   | 김유영 | 빈칸   | 2022년 2월 21일 ~ 2022년 3월 13일  |               |
| 17대 | 황범   | 이향   | 빈칸   | 2022년 3월 14일 ~ 2022년 10월 2일  |               |
| 18대 | 빈칸   | 이향   | 빈칸   | 2022년 10월 3일 ~ 2022년 12월 31일 | [ 15 ]        |
| 19대 | 빈칸   | 이화영 | 빈칸   | 2023년 1월 1일 ~ 2025년 5월 30일   |               |
| 20대 | 빈칸   | 오희주 | 빈칸   | 2025년 6월 3일 ~ 2025년 7월 25일   |               |
| 21대 | 진서원 | 오희주 | 빈칸   | 2025년 7월 28일 ~ 현재             |               |

## 타이틀 변천사
현재 타이틀은 2022년 10월 3일을 기준으로 한다.
| 기수 | 프로그램 타이틀                                 | 방송 기간                           |
| ---- | ----------------------------------------------- | ----------------------------------- |
| 1기  | PSB 정보센터                                    | 1995년 5월 14일 ~ 2006년 5월 13일   |
| 2기  | PSB 생방송 투데이                               | 1995년 5월 14일 ~ 2006년 5월 13일   |
| 3기  | KNN 정보센터                                    | 2006년 5월 14일 ~ 2012년 11월 11일  |
| 4기  | KNN 생방송 투데이                               | 2006년 5월 14일 ~ 2012년 11월 11일  |
| 5기  | 생방송 금요일 N                                 | 2009년 1월 9일 ~ 2010년 7월 30일    |
| 6기  | 생방송 N                                        | 2010년 8월 1일 ~ 2012년 11월 9일    |
| 7기  | KNN 정보센터                                    | 2012년 11월 12일 ~ 2017년 12월 31일 |
| 8기  | KNN 생방송 투데이                               | 2012년 11월 12일 ~ 2017년 12월 31일 |
| 9기  | 생방송 여기는 정보센터                          | 2017년 2월 6일 ~ 2017년 12월 31일   |
| 10기 | KNN 정보센터                                    | 2018년 1월 1일 ~ 2022년 6월 12일    |
| 11기 | KNN 생방송 투데이                               | 2018년 1월 1일 ~ 2022년 6월 12일    |
| 12기 | 매일 : KNN 생방송 투데이 매일 : 네트워크 투데이 | 2022년 6월 13일 ~ 2022년 10월 2일   |
| 13기 | 굿모닝 투데이                                   | 2022년 10월 3일 ~ 현재              |

## 경쟁 프로그램
- 생생투데이 사람과 세상 (KBS 부산 1TV, KBS 창원 1TV)
- 생방송 부라보 (부산MBC TV)
- 생방송 경남아 사랑해 (MBC 경남 TV)